# Wojciech Magnuski
Wojciech Magnuski (ur. 19 marca 1958, zm. 19 czerwca 2024) – polski aktor teatralny, filmowy i telewizyjny.

## Życiorys
Absolwent II Liceum Ogólnokształcącego im. Stefana Batorego w Warszawie (1977). W 1982 roku ukończył studia na Wydziale Aktorskim Państwowej Wyższej Szkoły Teatralnej im. Aleksandra Zelwerowicza w Warszawie. W latach 1979-1991 był członkiem zespołu Teatru Studio im. Stanisława Ignacego Witkiewicza, w okresie 1991-1993 - Teatru Powszechnego im. Jana Kochanowskiego w Radomiu.
W latach 1983-1988 był mężem aktorki Hanny Śleszyńskiej - z tego małżeństwa urodził się syn Mikołaj (ur. 1985). Po rozwodzie ponownie się ożenił - z drugiego małżeństwa miał córkę Maję.

## Filmografia

### Filmy fabularne
- Terrarium (1979) - aktor grający Hamleta
- Godzina „W” (1989) - strzelec "Kanarek"
- Rozmowy kontrolowane (1991) - celnik na Okęciu
- Cynga (1991) - dowódca WP
- Psy (1992) - Jaworski
- Pułkownik Kwiatkowski (1995) - oficer polski w hotelu "Polonia"
- Chopin. Pragnienie miłości (2002)
- Xero (2003) - dr Miller
- Pogoda na jutro (2003) - podglądający "Claudię"
- Świadek koronny (2007) - dowódca saperów

### Seriale telewizyjne
- Dom - dwie role:
  - ZWM-owiec, współlokator Andrzeja (1980, odc. 1)
  - milicjant (1996, odc. 14)
- Żywot człowieka rozbrojonego (1993) - hazardzista obstawiający gry bilardowe (odc. 2)
- Czterdziestolatek. 20 lat później (1993) - policjant drogówki (odc. 12)
- Sukces (1995) - dziennikarz na konferencji prasowej Morawskiego (odc. 5)
- Spółka rodzinna (1995) - prowadzący społeczną listę kolejkową (odc. 15)
- Ekstradycja (2 sezon) (1996) - ochroniarz szefa UOP (odc. 2, 5, 6)
- Złotopolscy (1995) - adwokat Marity (odc. 79)
- Palce lizać (1999) - dzielnicowy (odc. 2, 6, 8)
- Czułość i kłamstwa (1999-2000) - dystrybutor sprzętu muzycznego
- Miasteczko (2002-2001)
- Marzenia do spełnienia (2001-2002) - redaktor naczelny
- Samo życie (2002) - podkomisarz Kutiko, policjant z Pisza (odc. 114, 115)
- Na Wspólnej - dwie role:
  - lekarz ginekolog (2003, odc. 52,53)
  - lekarz (2010, odc. 1416)
- Kasia i Tomek (2003) - dwie role:
  - lekarz (odc. 14, 28)
  - instruktor paintballa (odc. 23)
- Rodzina zastępcza (2006) - prezes Korwicki (odc. 244)
- Odwróceni (2007) - dowódca saperów (odc. 2)
- Na dobre i na złe (2015) - ojciec Mirona (620)
- Barwy szczęścia (2018-2021) - przewodniczący składu sędziowskiego, sędzia (odc. 1825, 1837, 1873, 2490)
- Komisarz Alex (2019) - portier (odc. 158)
- Ojciec Mateusz (2020) - Józef Kopisz (odc. 294)
- Na sygnale (2020) - Andrzej Sawicki (odc. 263)
- M jak miłość (2021) - psychiatra (odc. 1613, 1621)

Źródło: Filmpolski